# CLIMAX
「CLIMAX」(クライマックス)は、日本のヴィジュアル系バンドであるR指定の楽曲。通算28枚目のシングルとして2019年9月18日に発売された。

## 概要
- 2019年の第2弾シングル。前作「フラッシュバック」から4ヶ月振りのリリースとなった。
- 初回限定盤と通常盤の2形態でリリースされ、初回限定盤には表題曲「CLIMAX」のPVとメイキング映像が収録されたDVDが封入されている。

## 収録曲

### CD
1. CLIMAX
R指定⼗周年記念47都道府県単独公演ツアー『CLIMAX47』のタイトルにもなった楽曲。
PVのラストには、R指定⼗周年記念47都道府県単独公演ツアー『CLIMAX47』のファイナルである、両国国技館が登場する。
2. アビスカルマ
3. 人生謳歌

### 初回限定版DVD
1. CLIMAX PV
2. CLIMAX PV Making